# Port lotniczy Zaporoże
Port lotniczy Zaporoże (IATA: OZH, ICAO: UKDE) – międzynarodowy port lotniczy położony koło miasta Zaporoże, w obwodzie zaporoskim, na Ukrainie.
Od 24 lutego 2022 roku lotnisko pozostaje nieczynne z powodu inwazji Rosji na Ukrainę. 26 maja 2024 nowy terminal został zniszczony w wyniku rosyjskiego ataku rakietowego.

## Linie lotnicze i połączenia
| Linia lotnicza                 | Kierunek |
| ------------------------------ | --- |
| Austrian Airlines              | 1. Wiedeń |
| Azur Air Ukraine               | Sezonowe czartery: 1. Antalya 2. Dalaman 3. Szarm el-Szejk |
| LOT                            | 1. Warszawa-Okęcie |
| Motor-Sicz Airlines            | 1. Kijów-Żulany Sezonowo 1. Burgas |
| Pegasus Airlines               | 1. Stambuł-Sabiha Gökçen Sezonowo: 1. Bodrum |
| SkyUp Airlines                 | 1. Tel Awiw Sezonowo: 1. Barcelona 2. Batumi 3. Burgas 4. Larnaka 5. Odessa 6. Praga 7. Rimini 8. Tirana 9. Tivat Sezonowe czartery: 1. Antalya 2. Szarm el-Szejk |
| Turkish Airlines               | 1. Stambuł |
| Ukraine International Airlines | 1. Kijów-Boryspol Sezonowe czartery: 1. Antalya 2. Kayseri 3. Szarm el-Szejk                                                                                      |